# 597 Bandusia
597 Bandusia је астероид главног астероидног појаса са пречником од приближно 36,06 .
Афел астероида је на удаљености од 3,053 астрономских јединица (АЈ) од Сунца, а перихел на 2,292 АЈ.
Ексцентрицитет орбите износи 0,142, инклинација (нагиб) орбите у односу на раван еклиптике 12,810 степени, а орбитални период износи 1596,320 дана (4,370 године).
Апсолутна магнитуда астероида је 9,40 а геометријски албедо 0,236.
Астероид је откривен 16. априла 1906. године.